# Abacaria
Abacaria (лат.) — род ручейников семейства гидропсихиды (Hydropsychidae) подотряда Annulipalpia.

## Распространение
Новая Гвинея и острова Меланезии.

## Описание
Средней величины ручейники, длина тела около 1 см. Большинство видов легко отличить от представителей других родов по рисунку их передних крыльев, они чёрные с белыми отметинами, а также по отсутствию проэпистернальных щетинковых бородавок. Эти бородавки присутствуют у одного вида — Abacaria caledona из Новой Каледонии. Единственный первичный признак — поперечная жилка переднего крыла m-cu, идущая от направления к поперечной жилке cu. Производный первичный признак: отсутствие проэпистернальных щетинок; преанальные придатки уменьшены до щетинковых бородавок; медиальная ячейка заднего крыла открыта; поперечная жилка заднего крыла m-cu отсутствует; формула шпор (0-1) 44; заднее крыло с вилками 2, 3 и 5.

## Систематика
Около 15 видов. Род был впервые выделен в 1941 году (по типовому виду Hydropsychodes fijiana), а его валидный статус подтверждён в ходе ревизии, проведённой в 2008 году венгерским энтомологом János Oláh (Department of Environmental Management, Tessedik College, Сарваш, Венгрия) с коллегами.
- Abacaria barretti Korboot, 1964
- Abacaria beroni (K Kumanski, 1979)
- Abacaria caledona J Olah & PC Barnard, 2006
- Abacaria cristova J Olah & PC Barnard, 2006
- Abacaria fijiana (Mosely, 1934)
- Abacaria kosova J Olah & PC Barnard, 2006
- Abacaria levu J Olah & PC Barnard, 2006
- Abacaria moselyi J Olah & PC Barnard, 2006
- Abacaria nuhu J Olah & PC Barnard, 2006
- Abacaria orkeni Illies, 1969
- Abacaria picea (Brauer, 1867)
- Abacaria robinsoni J Olah & PC Barnard, 2006
- Abacaria ruficeps (Brauer, 1867)
- Abacaria savura J Olah & PC Barnard, 2006
- Abacaria subfusca Kimmins, 1962
- Abacaria wekana J Olah & PC Barnard, 2006